# متحف بنك اليابان للعملات

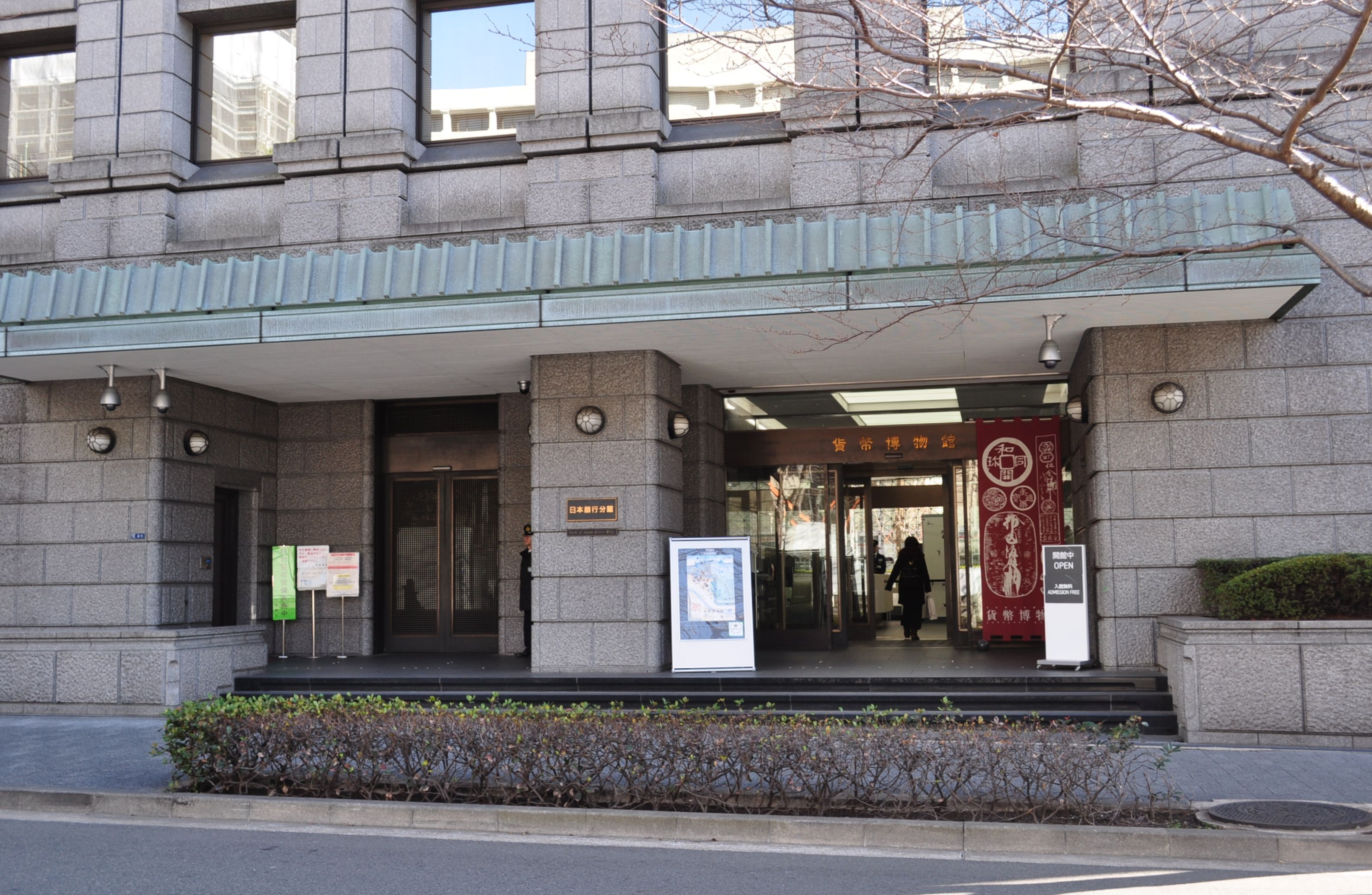
واجهة المتحف

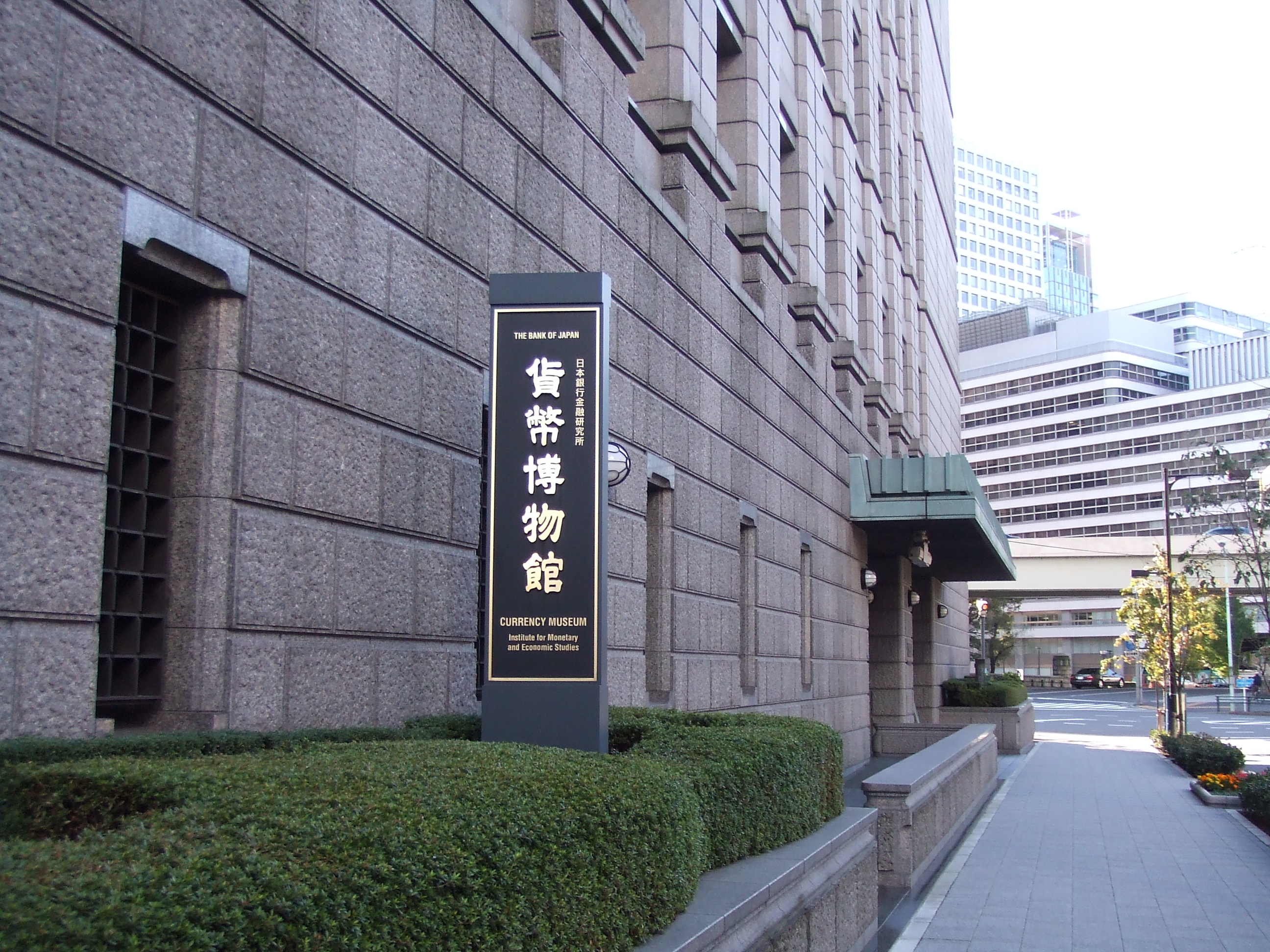
صورة جانبية للمتحف

متحف بنك اليابان للعملات Currency Museum of the Bank of Japan (貨幣博物館 Kahei-hakubutsukan) هو متحف عن العملة اليابانية يقع أمام مبنى بنك اليابان في منطقة تشوو في العاصمة اليابانية طوكيو.افتتح المتحف في نوفمبر 1985. في عام 2010، أقيم معرض للعملات من فترة إيدو (1603-1867) وعصر ميجي (1868-1912). 

## صور بعض المقتنيات

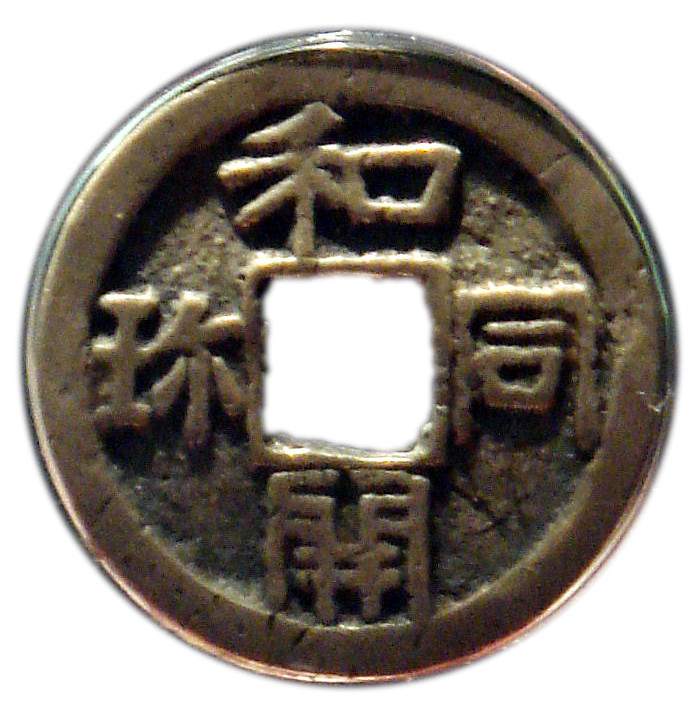
عملةوادوكايتشينمن اليابان في القرن الثامن
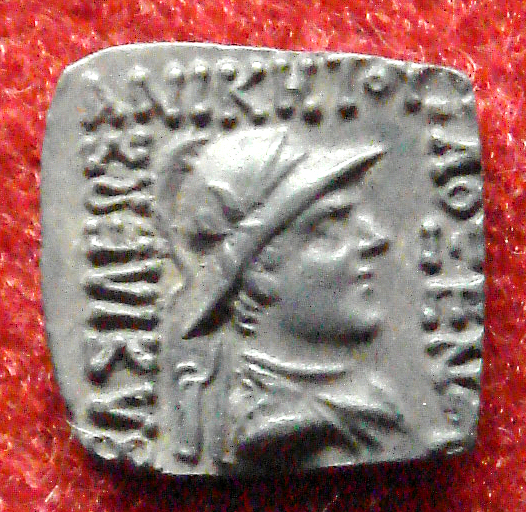
عملةفيلوكسينوس هندية يونانيةبمعيار النطاق الهندي
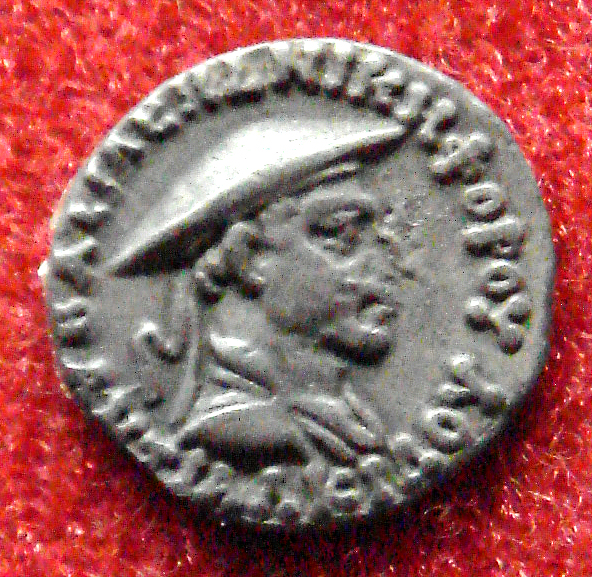
مضاد للسيدةلاkausia
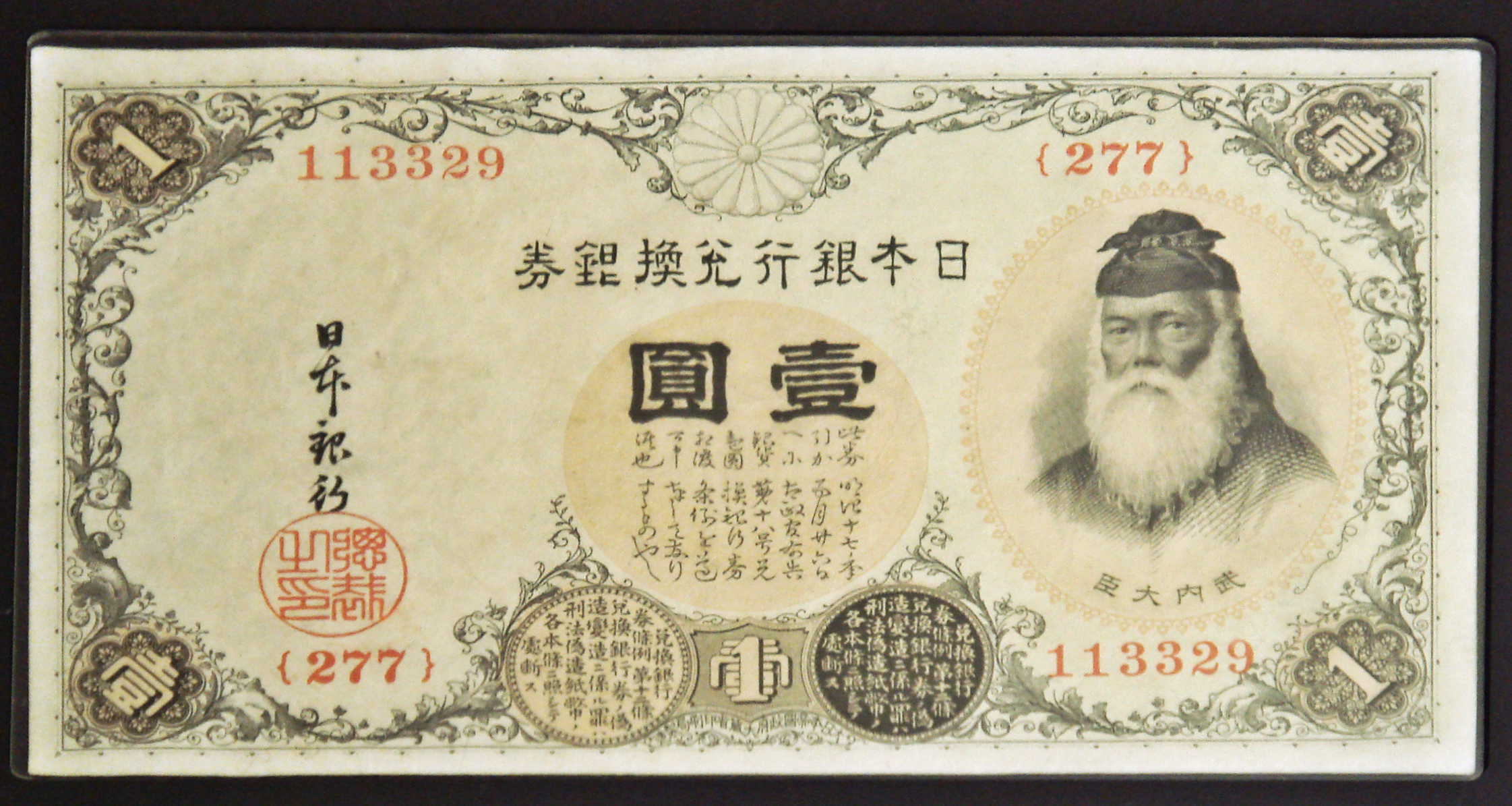
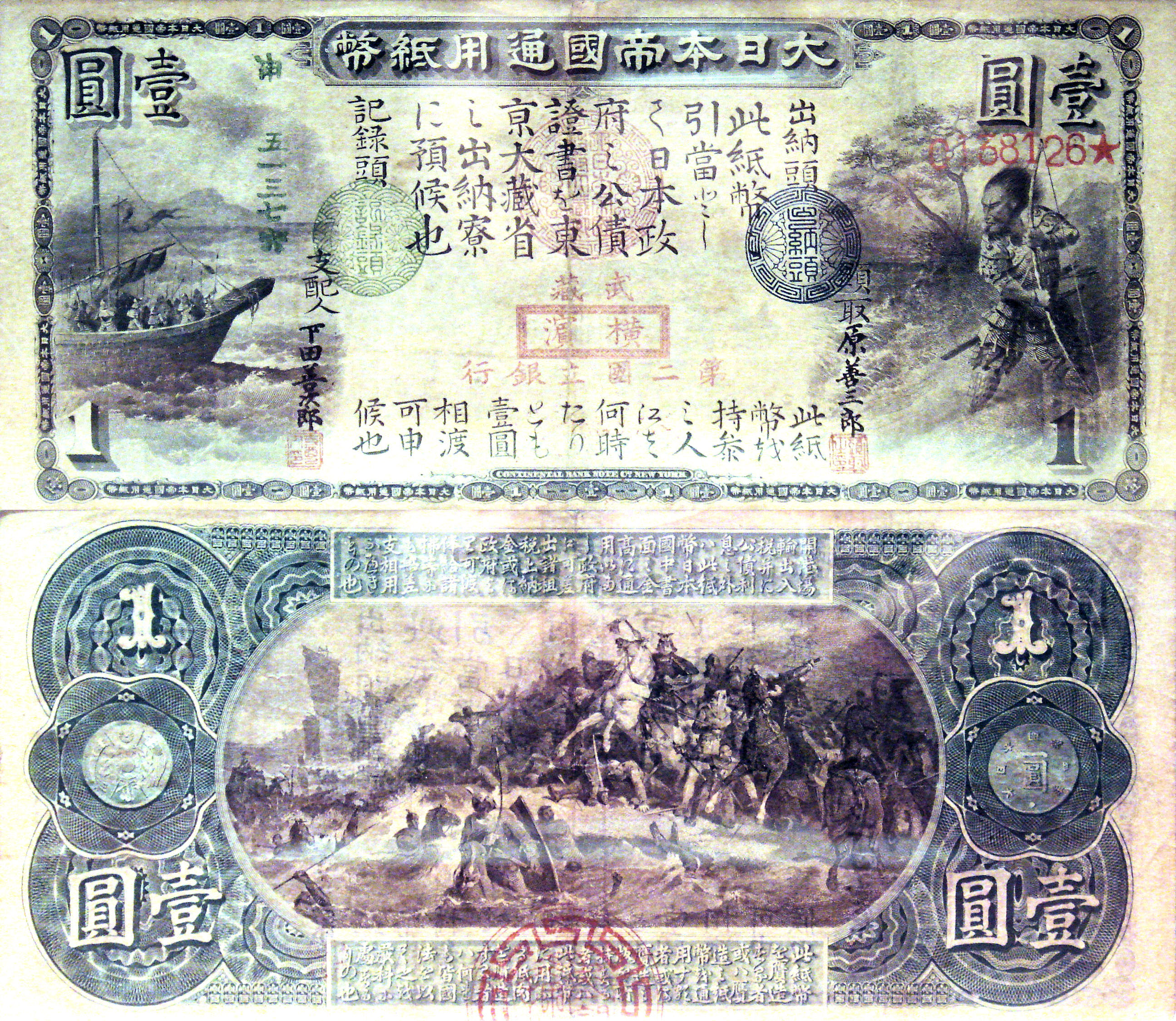
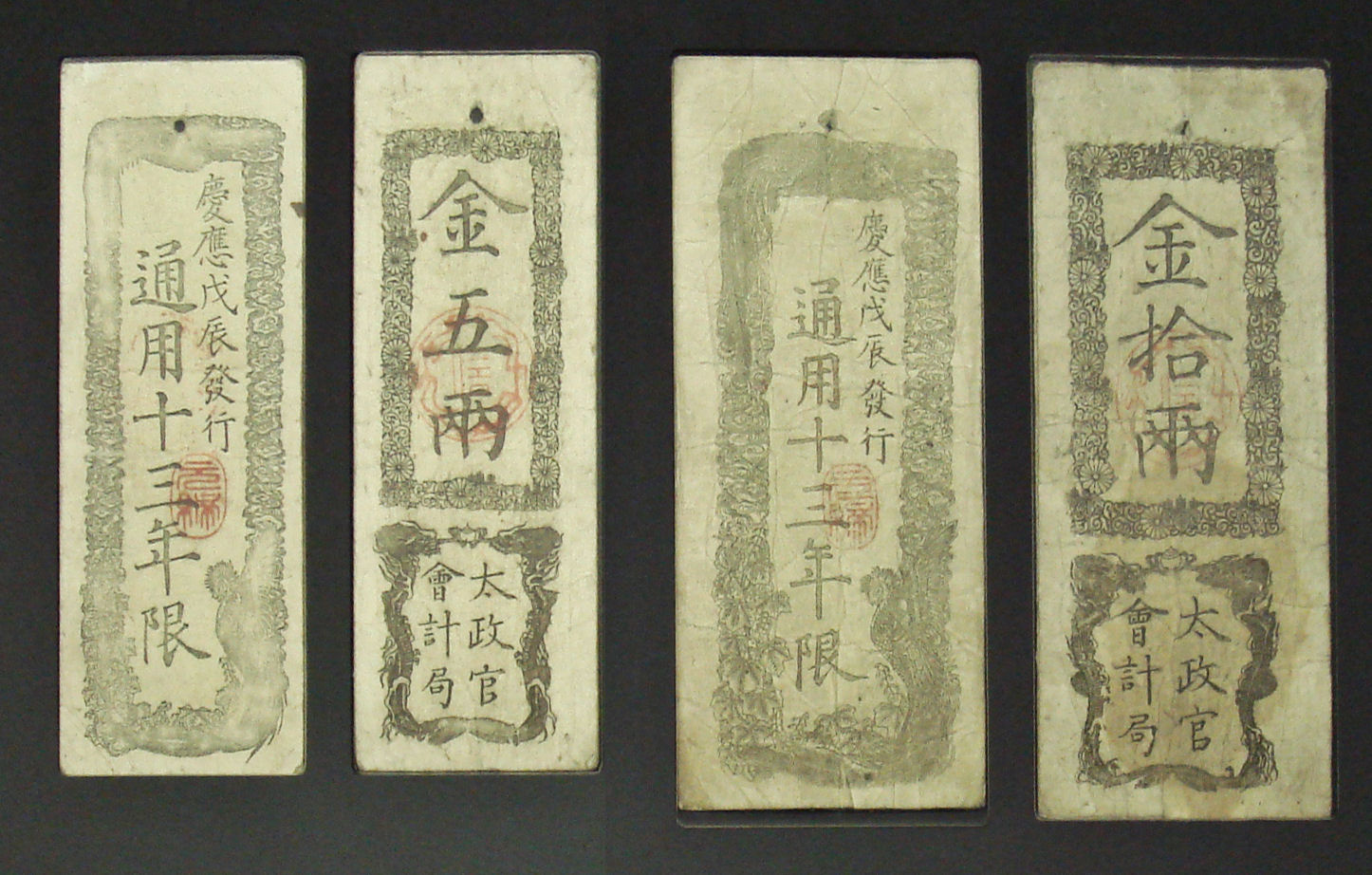
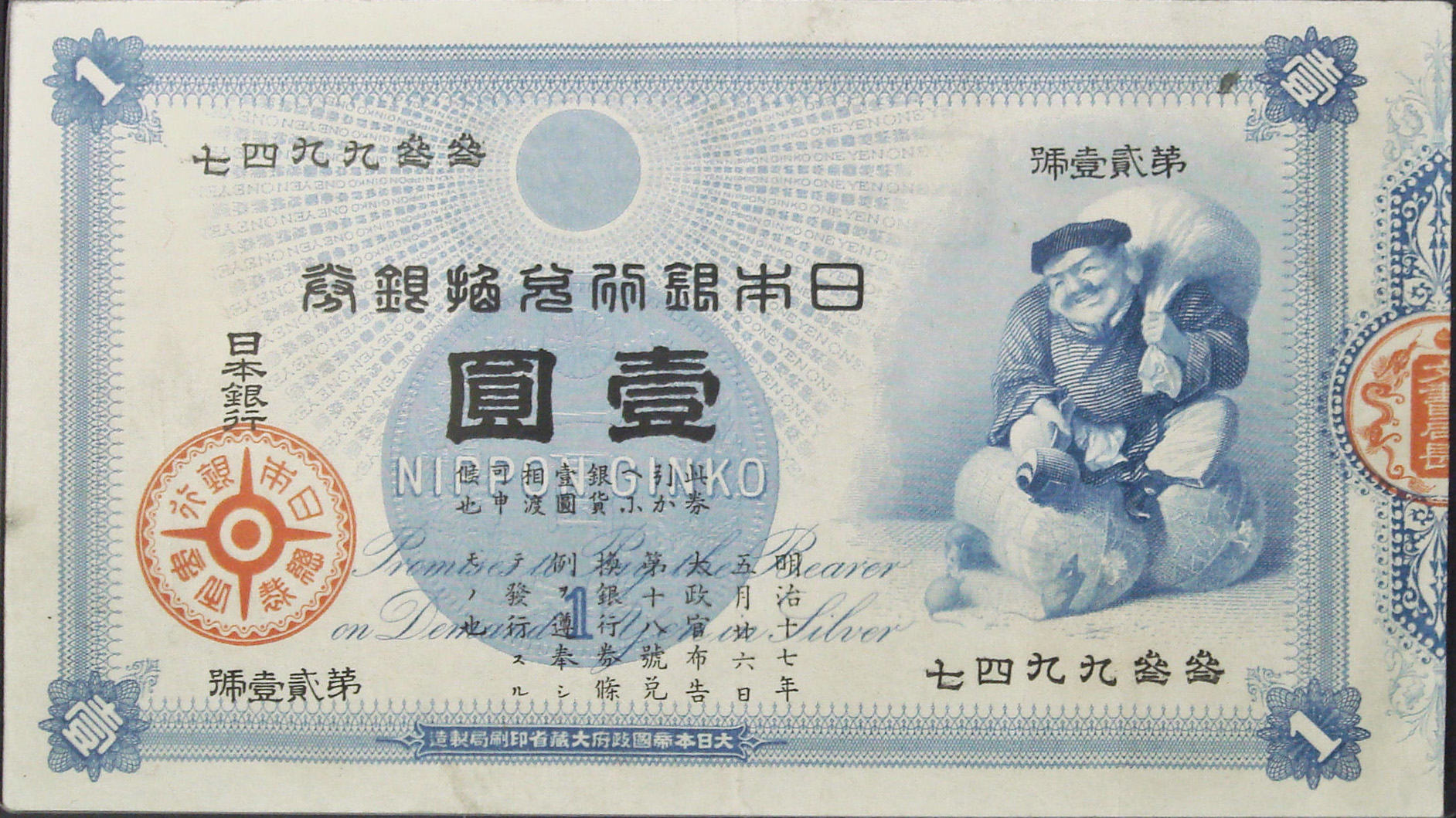
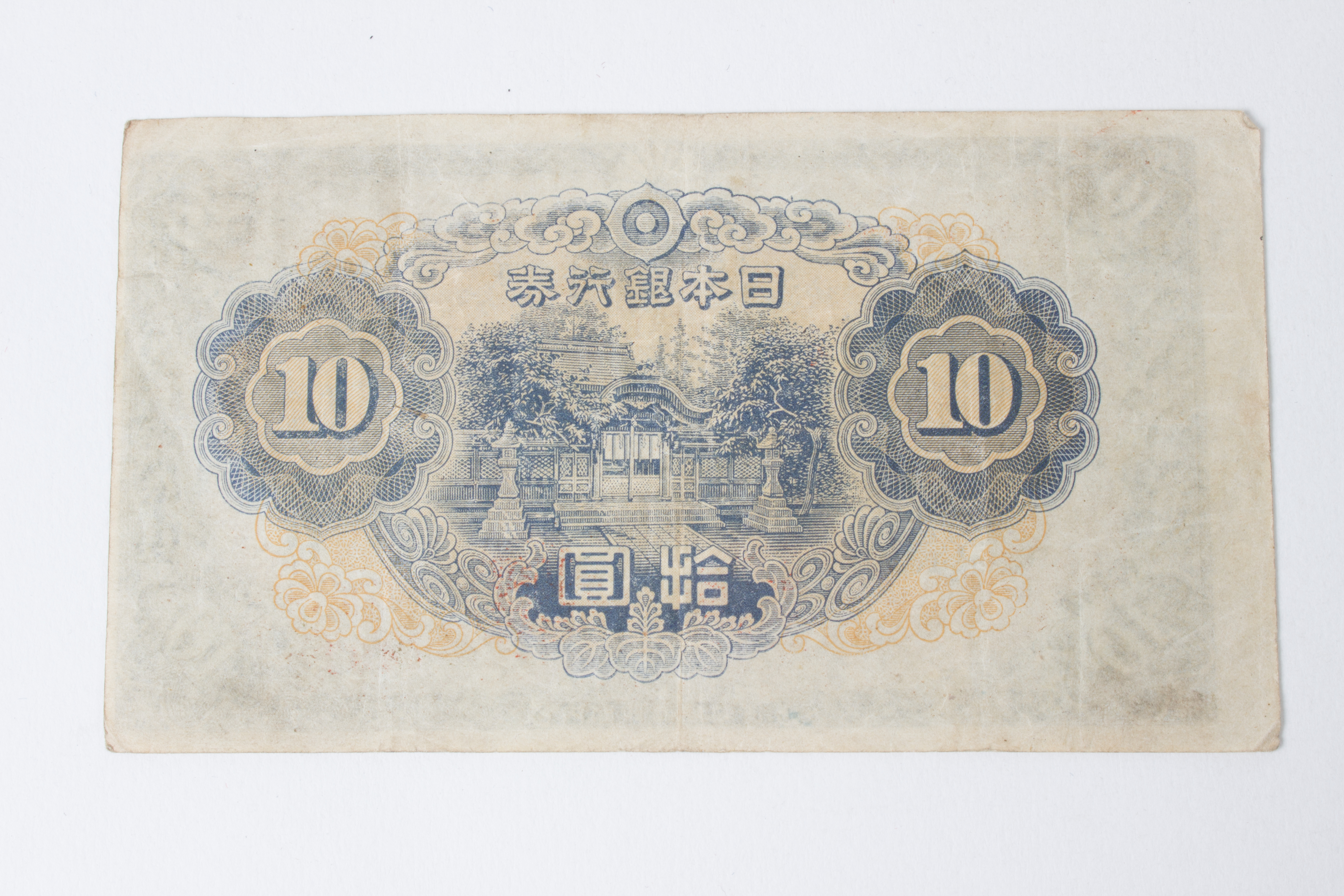
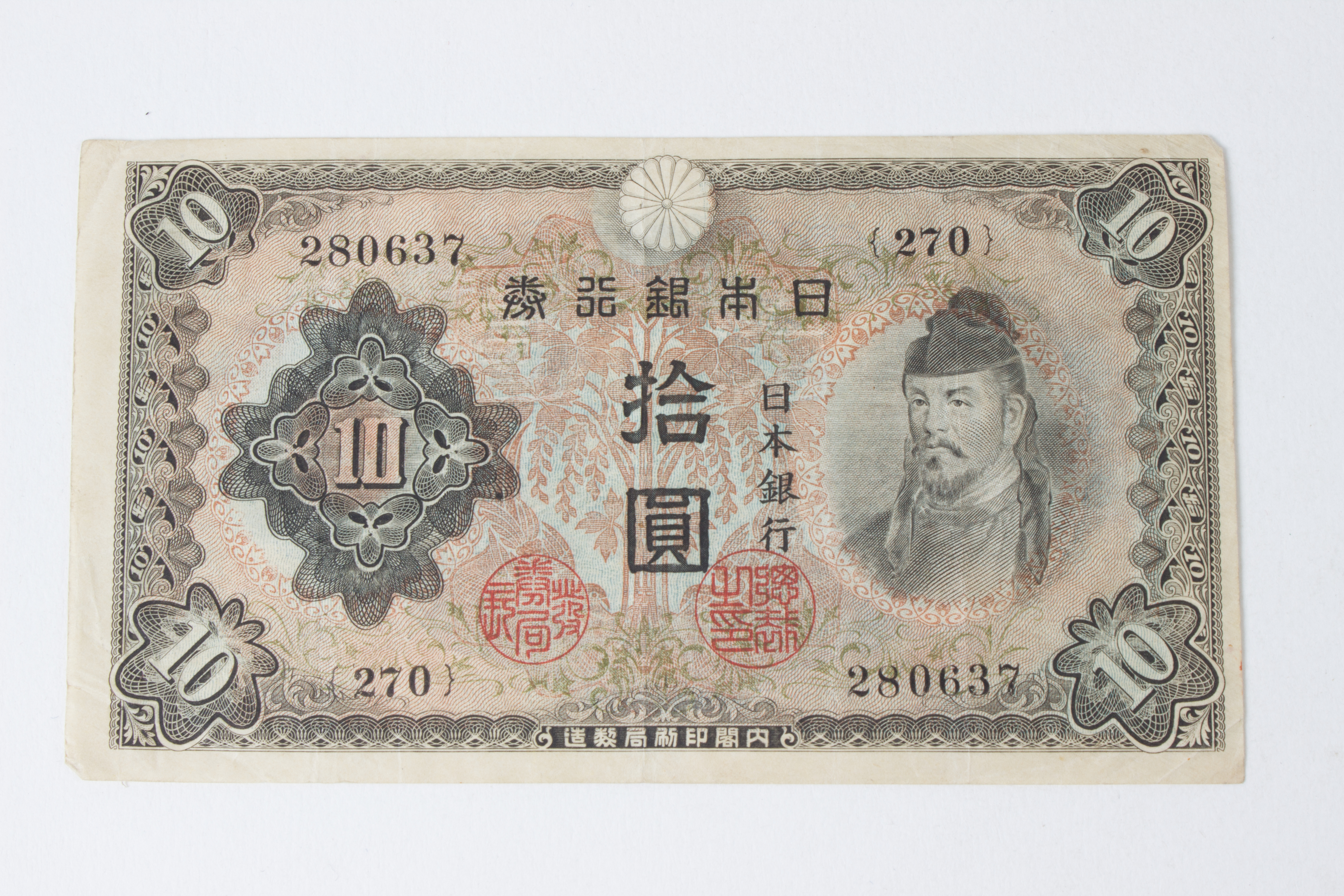
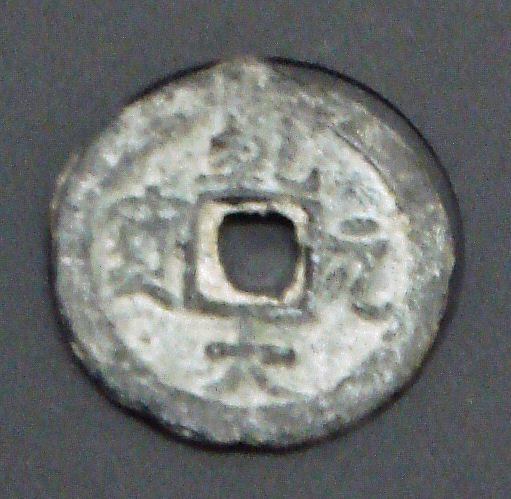
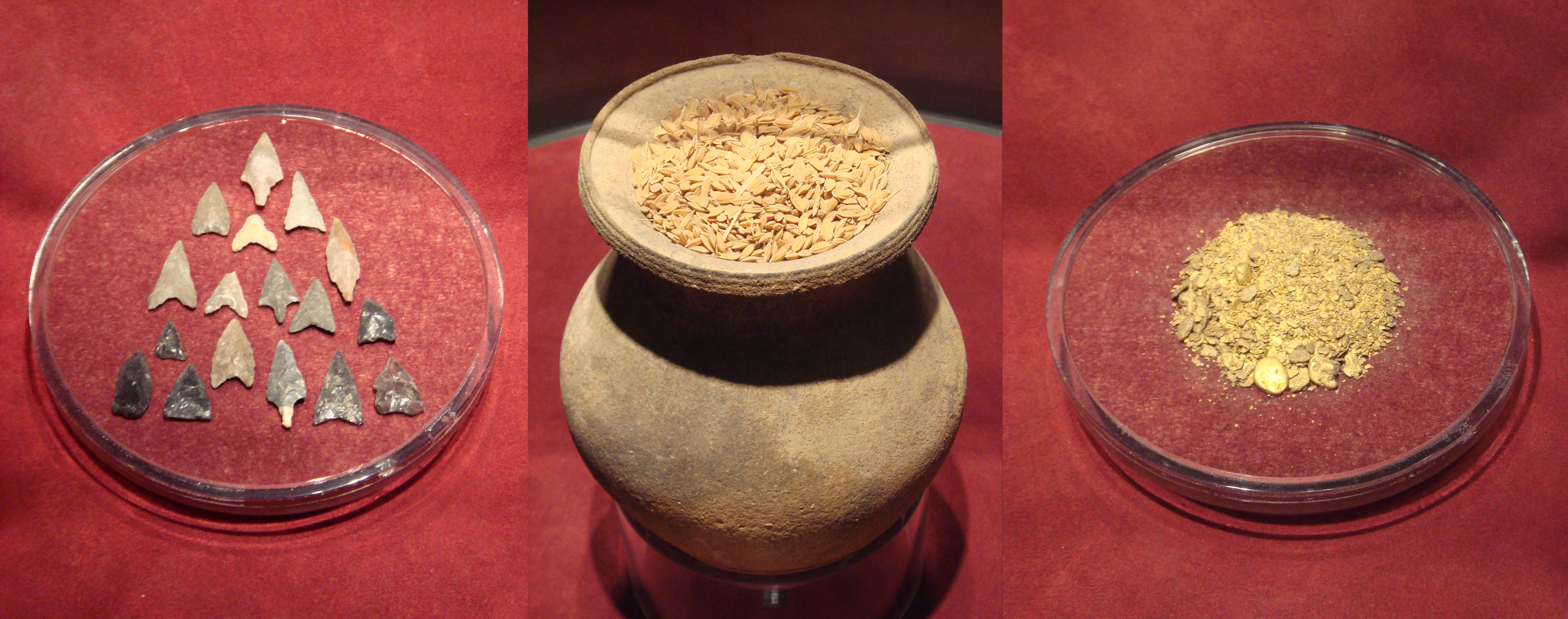
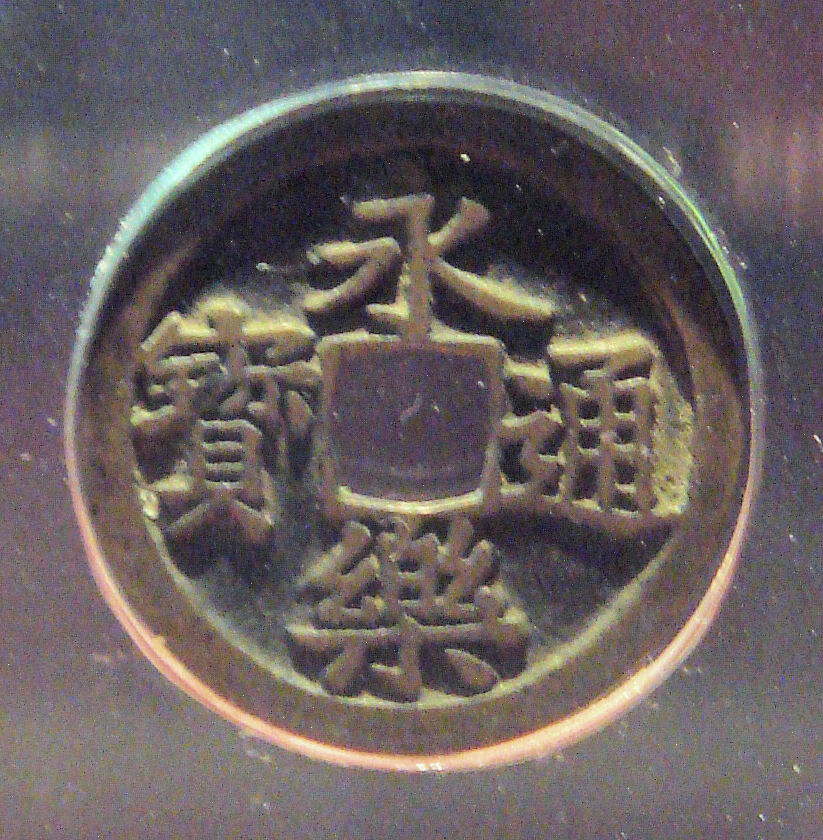
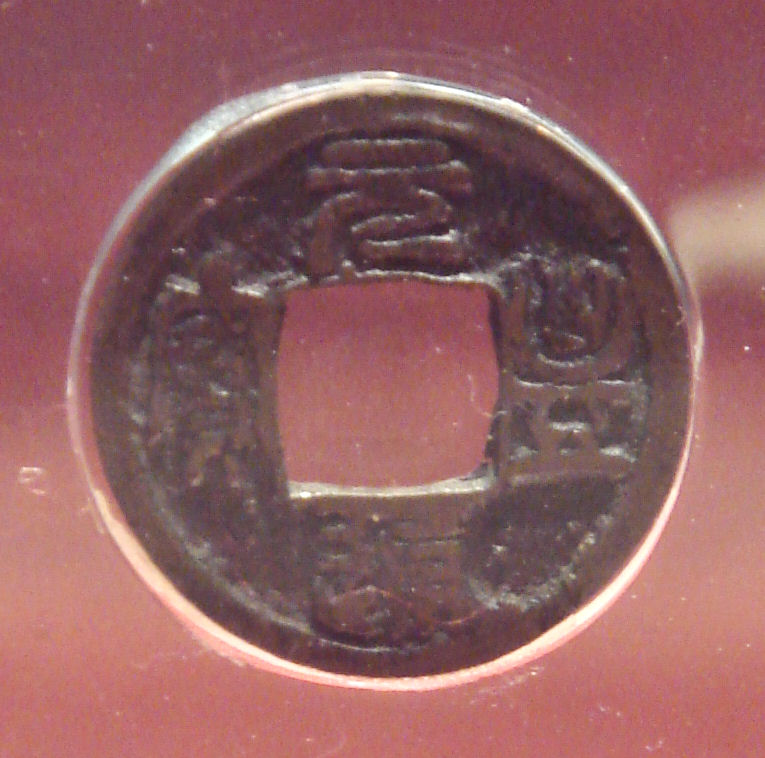
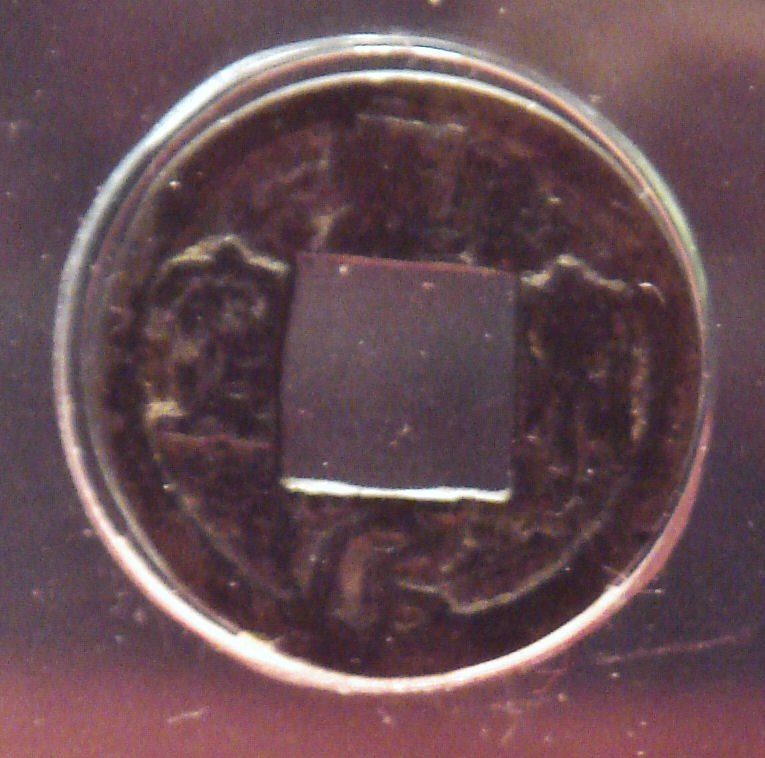
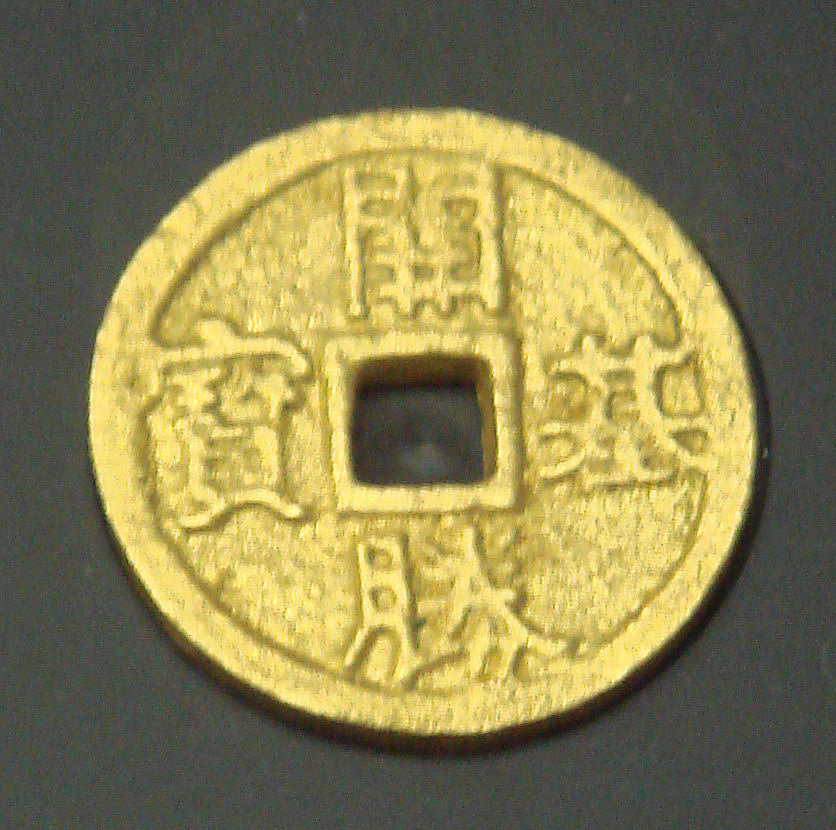
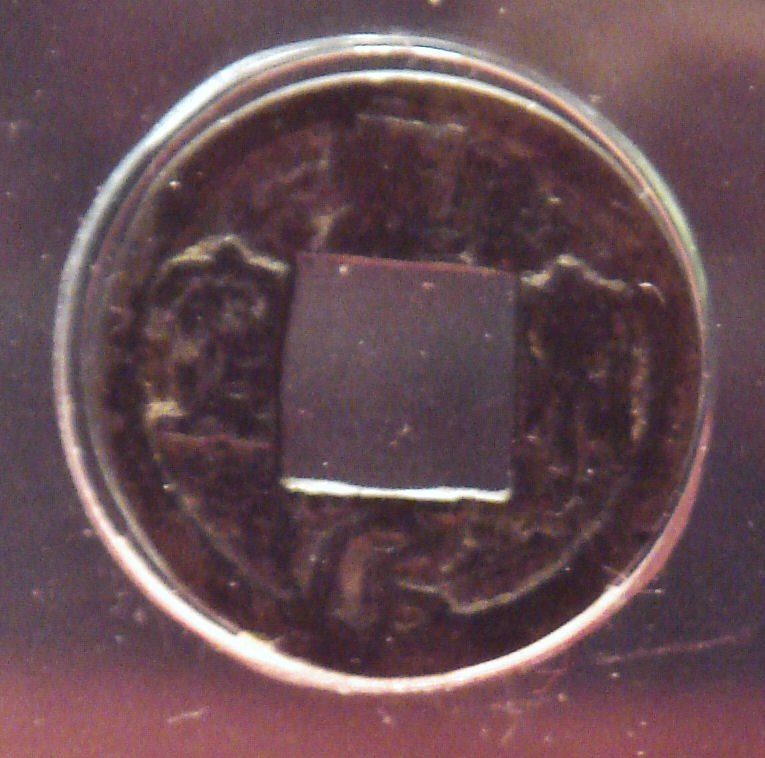
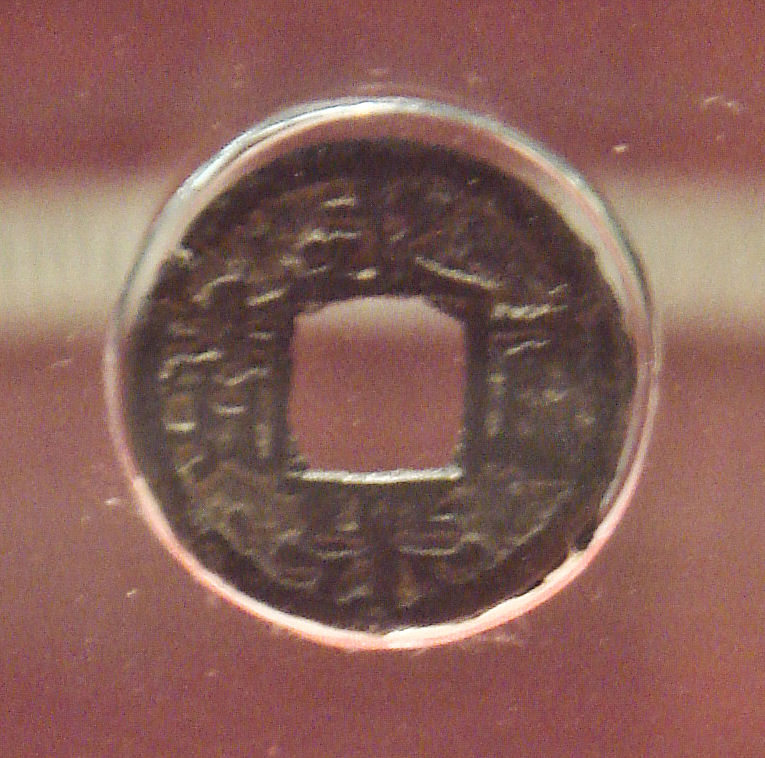
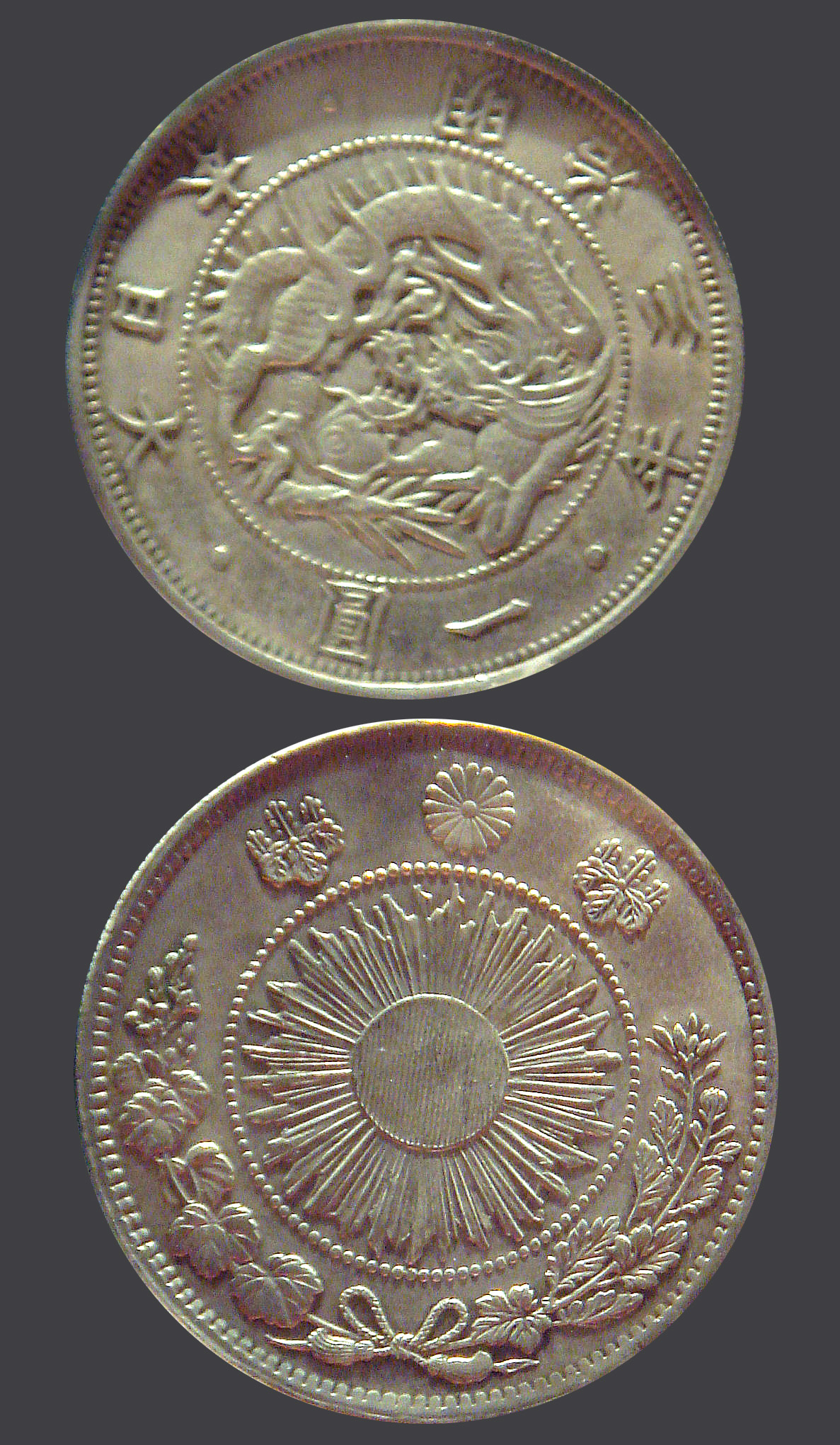
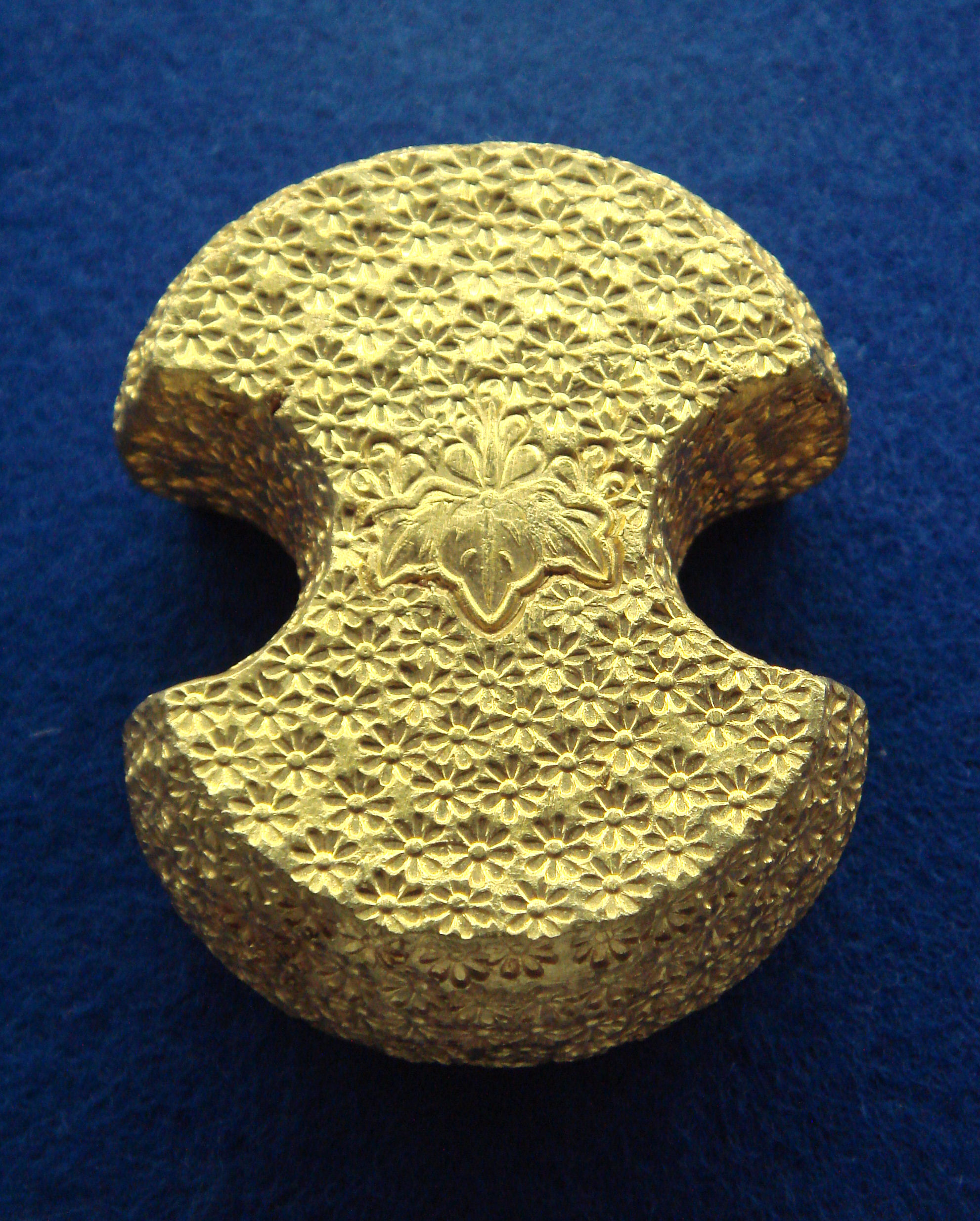
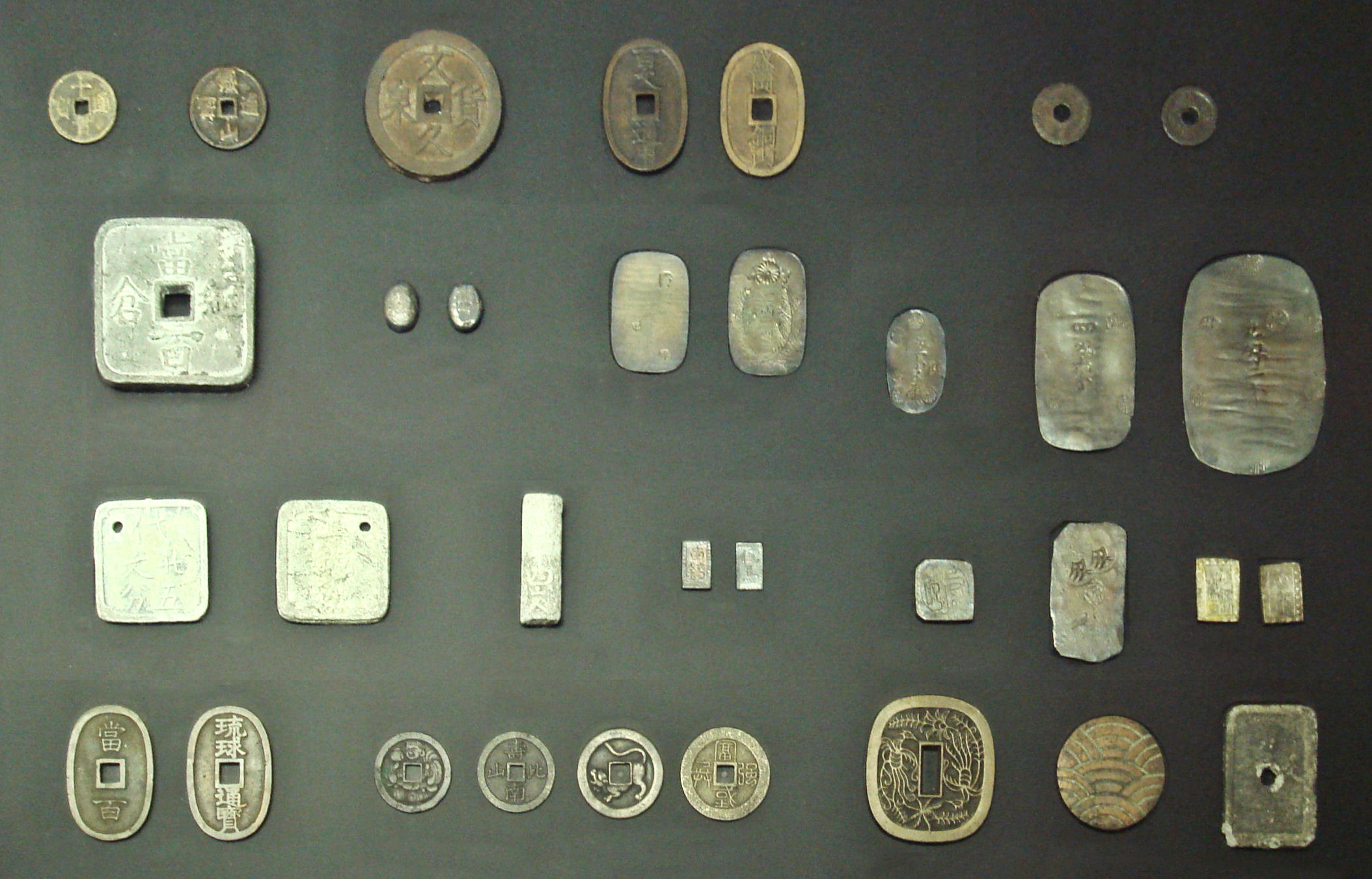
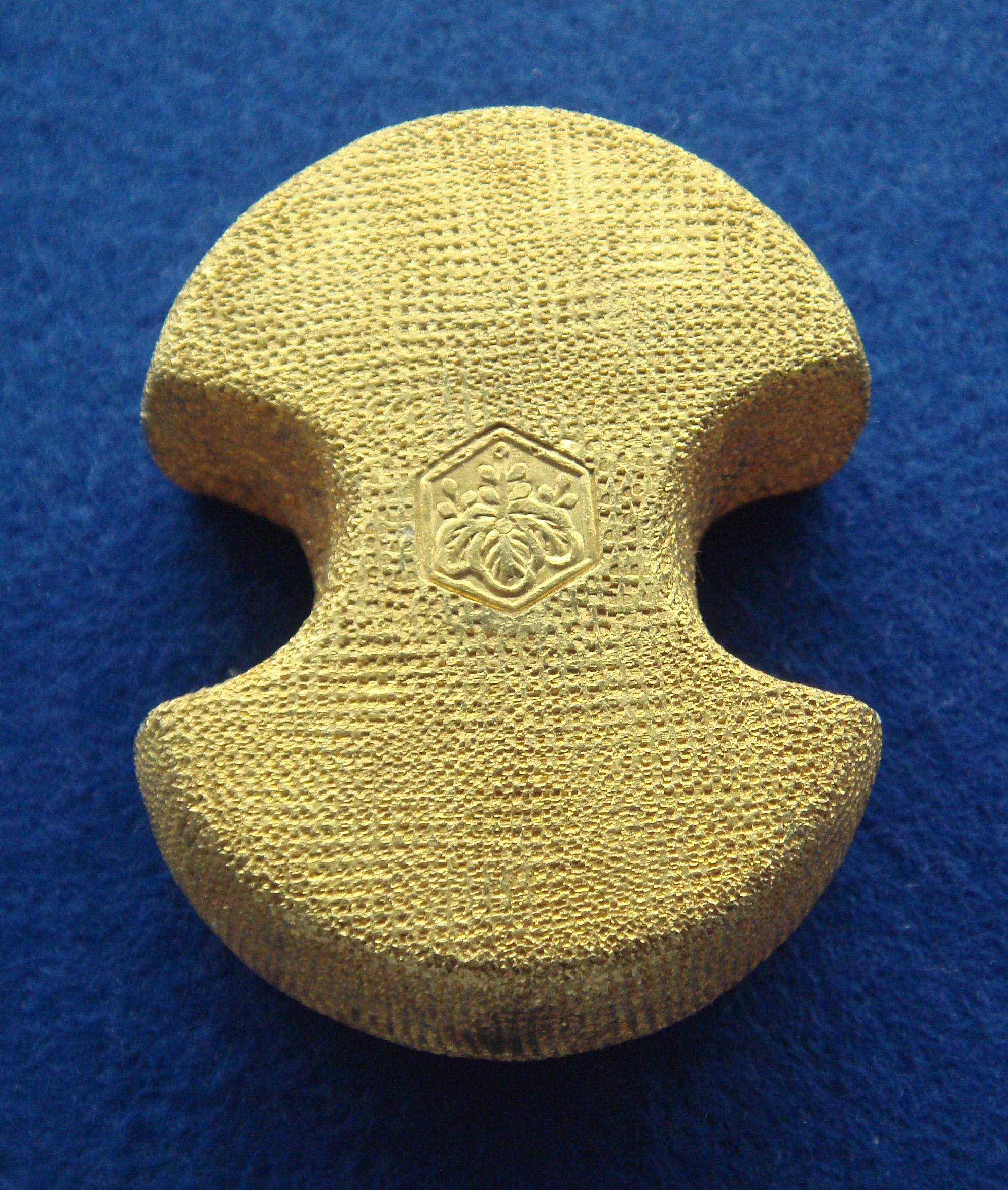
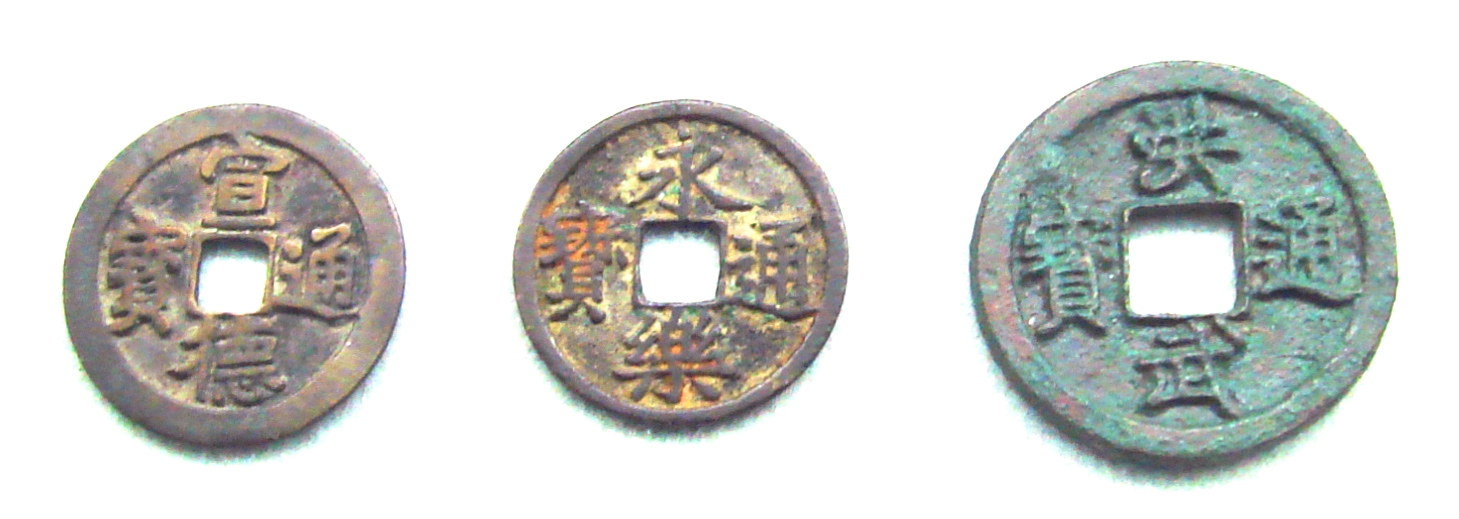
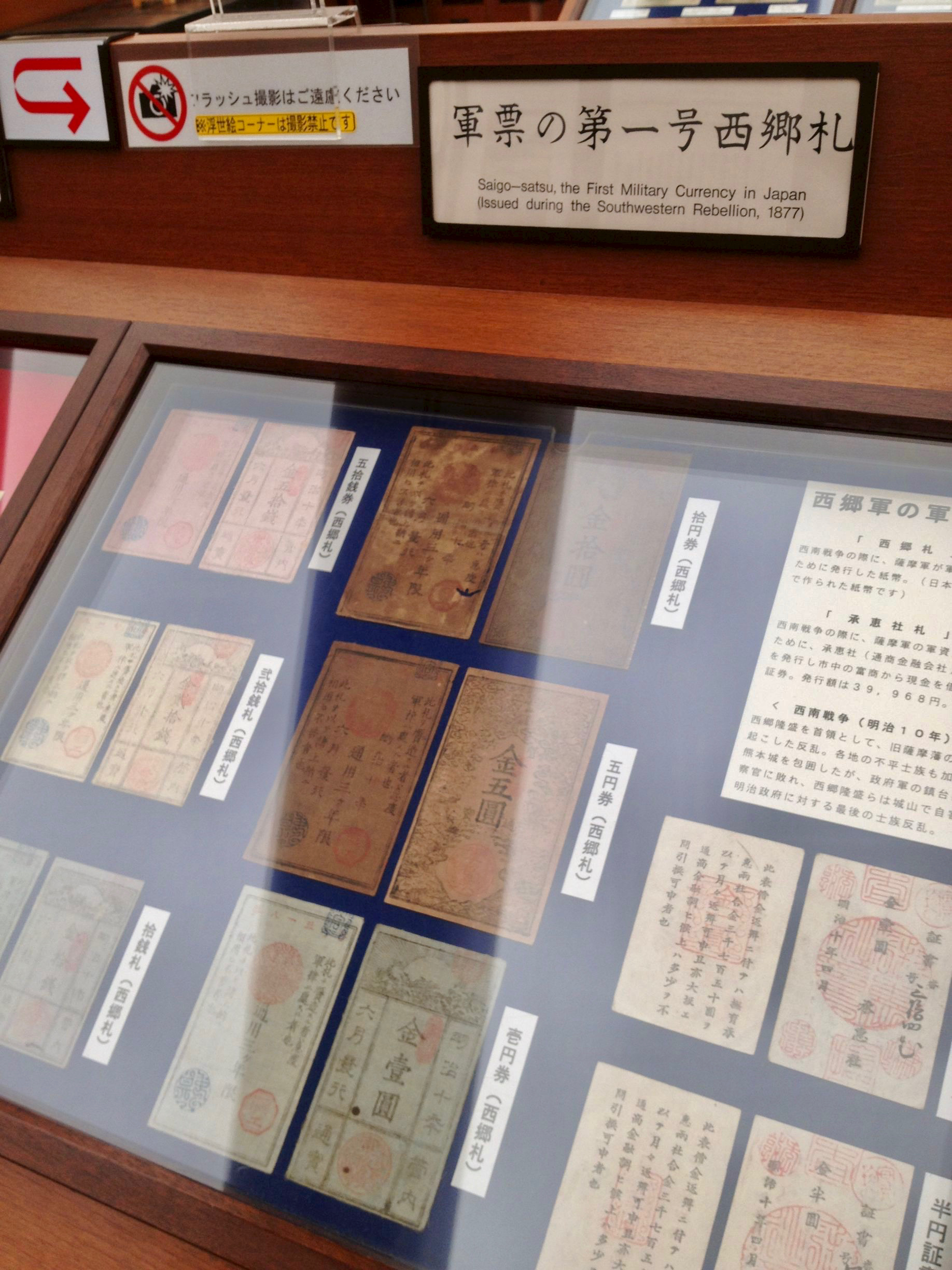
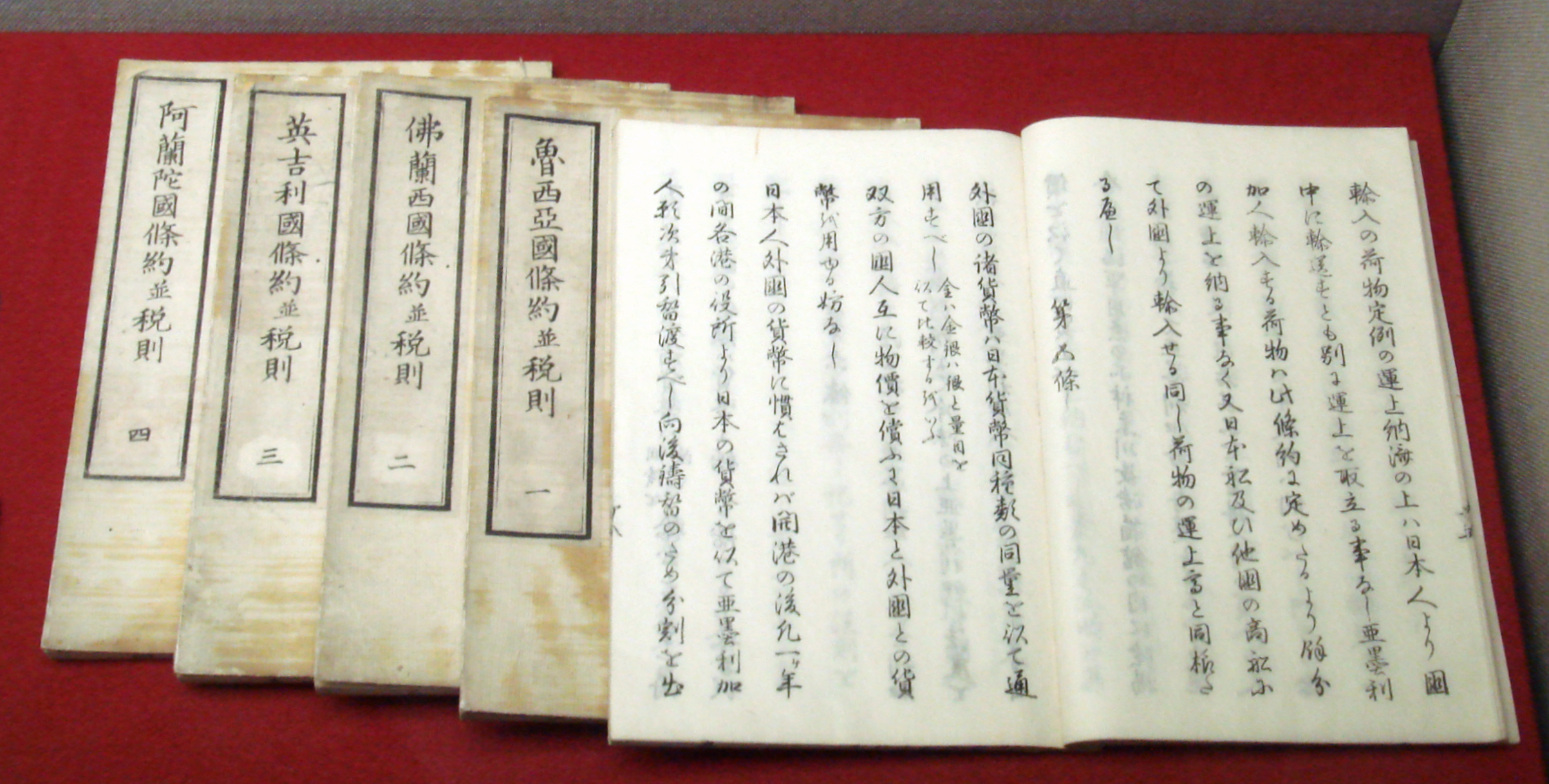
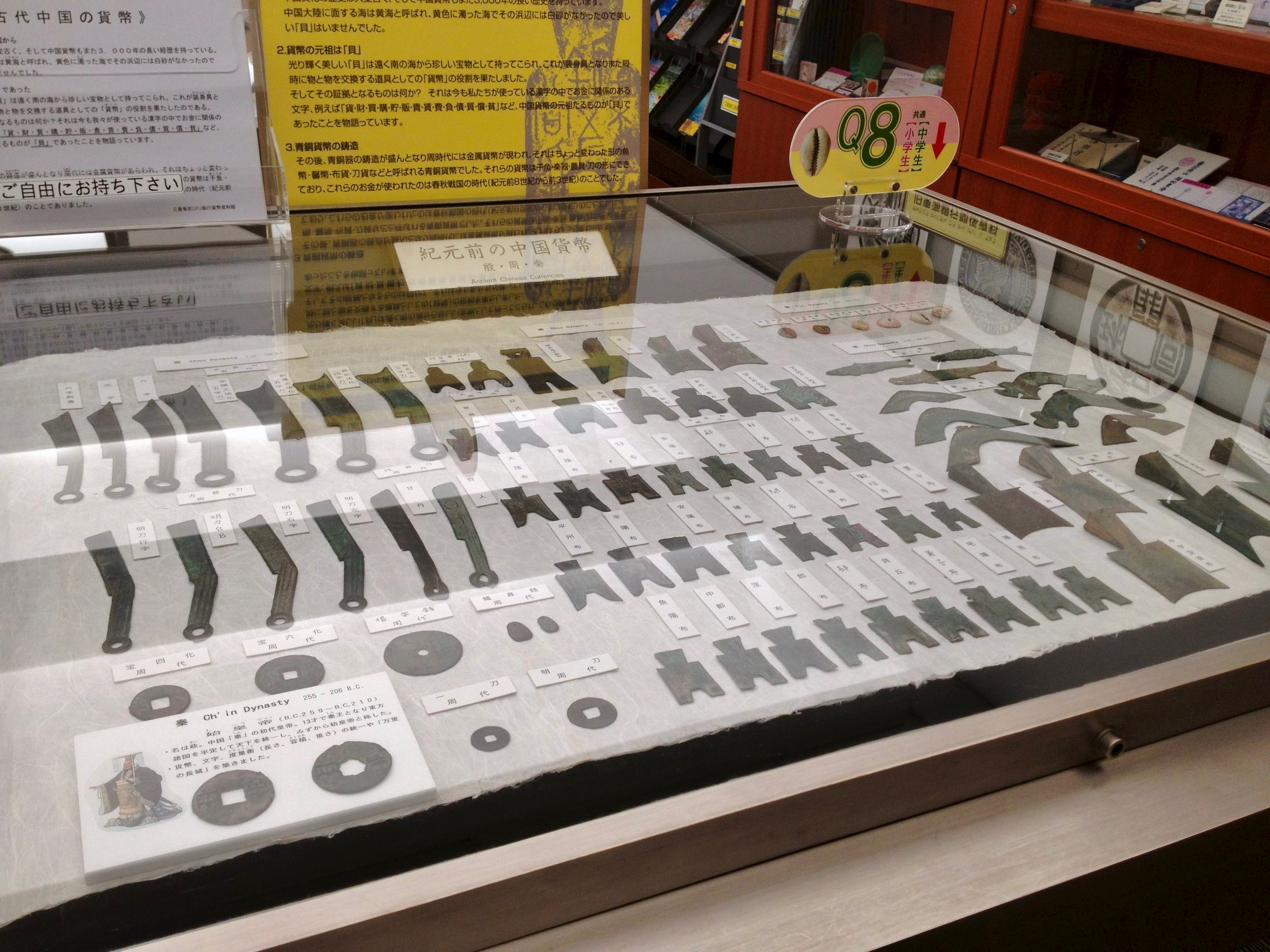
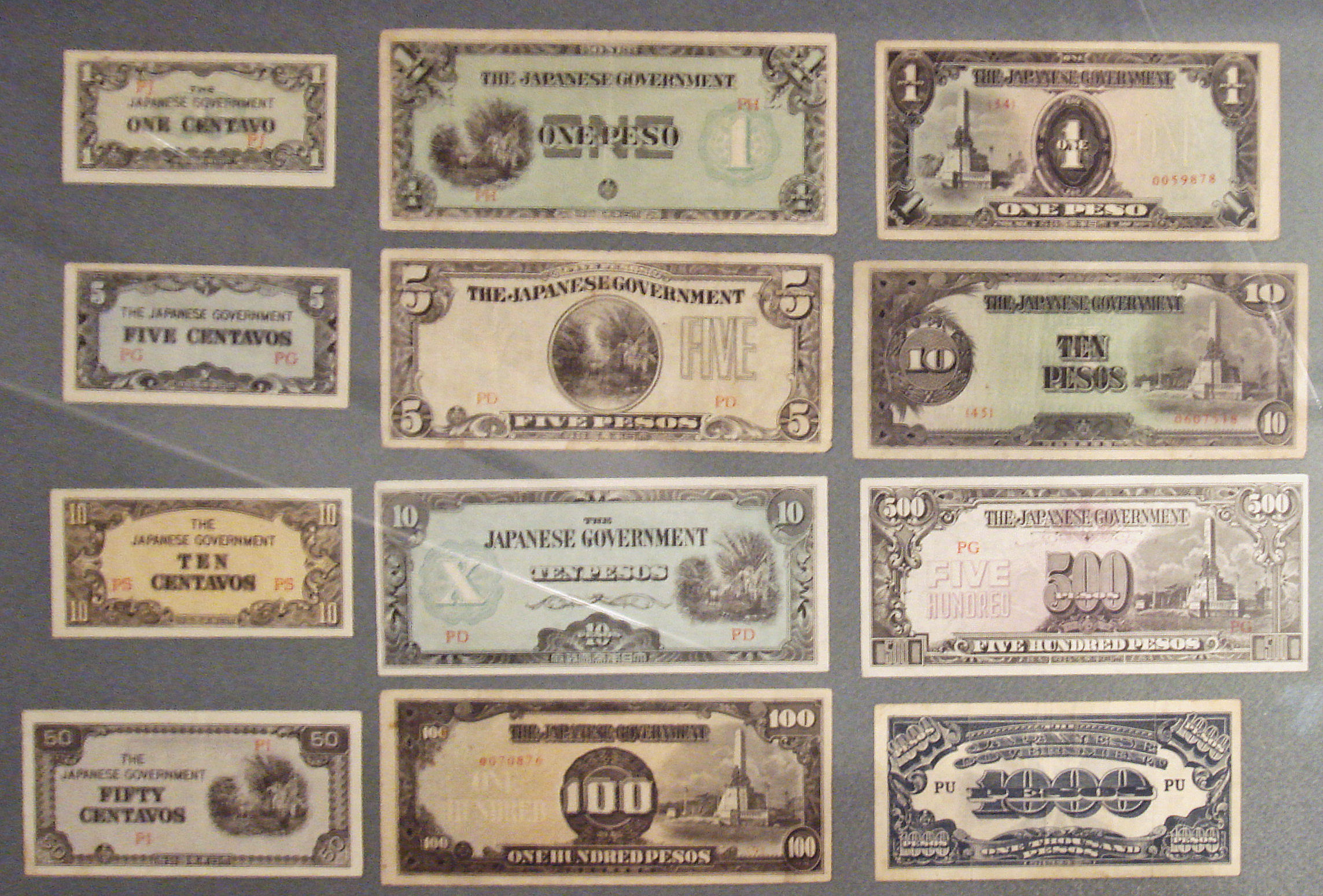

## أنظر أيضا
- العملة اليابانية
- قائمة المتاحف في طوكيو

## روابط خارجية
- الموقع الرسمي باللغة اليابانية
- الموقع الرسمي باللغة الإنجليزية